# Тетраэтилолово
Тетраэтилолово — оловоорганическое соединение, чрезвычайно ядовитая бесцветная жидкость с резким запахом, нерастворимая в воде, растворимая в органических растворителях.

## Получение
Реакцией хлорида олова(IV) с этилмагнийбромидом:
SnCl4 + 4C2H5MgBr → (C2H5)4Sn + 4MgBrCl